# Kabhi Khushi Kabhie Gham...
O Amor Dos Pais, ou apenas K3G (Kabhie Khushi Kabhie Gham...), é um filme indiano lançado em 2001, escrito e dirigido por Karan Johar e produzido por seu pai Yash Johar. O filme estrela Shahrukh Khan, Kajol, Amitabh Bachchan, Jaya Bachchan, Hrithik Roshan e Kareena Kapoor, com participação especial de Rani Mukerji. O filme conta a história de uma família indiana que é separada e enfrenta problemas após o herdeiro da fortuna da família se casar com uma mulher de uma classe social inferior.
O filme foi um grande sucesso, sendo produzido com 5.6 milhões de dólares, sua renda total foi de 29 milhões de dólares. Na época de seu lançamento foi o filme hindi que mais rendeu no exterior, até que esse recorde foi quebrado por outro filme de Karan Johar, Kabhi Alvida Naa Kehna (2006).

## Enredo
Yashvardhan "Yash" Raichand é um magnata bilionário que mora em Delhi com sua esposa Nandini e os filhos Rahul e Rohan. A família Raichand é altamente patriarcal e segue estritamente as tradições. Rahul é o filho mais velho que foi adotado por Yash e Nandini ao nascer. Isso é conhecido por todos na casa, exceto por Rohan.
O adulto Rahul volta para casa depois de concluir sua educação no exterior e se apaixona pela incrível Anjali Sharma de Chandni Chowk. Rahul descobre logo que Anjali também o ama. No entanto, seu amor é proibido porque Anjali é de uma família mais pobre. Durante esse tempo, Rohan, ainda criança, é mandado para um internato na Inglaterra. Yash anuncia seu desejo de que Rahul se case com Naina, uma mulher da alta sociedade e amiga de infância de Rahul, já que Yash acredita que os pais têm o direito de escolher com quem seus filhos se casarão. No entanto, quando ele conhece Anjali, ele fica furioso devido ao status dela, e Rahul promete não se casar com ela, pois não quer machucar seu pai. No entanto, Rahul descobre que o pai de Anjali morreu, deixando para trás Anjali e sua irmã mais nova, Pooja. Ele espontaneamente decide se casar com ela, apesar da hostilidade de seu pai. Quando ele traz Anjali para casa, Yash rejeita Rahul, lembrando-o de que ele é adotado. Com o coração partido com isso, Rahul se despede da família e sai de casa com Anjali. Anos depois, após ouvir suas avós conversando, Rohan descobre o verdadeiro motivo da expulsão, e inicia uma jornada atrás de seu irmão perdido.